# Bendena
Bendena es un lugar designado por el censo ubicado en el condado de Doniphan en el estado estadounidense de Kansas. En el año 2010 tenía una población de 117 habitantes.

## Geografía
Bendena se encuentra ubicado en las coordenadas 39°44′36.67″N 95°10′51.82″O / 39.7435194, -95.1810611 (39.7435200 -95.1810600).